# 인크루트 스타리그 2008

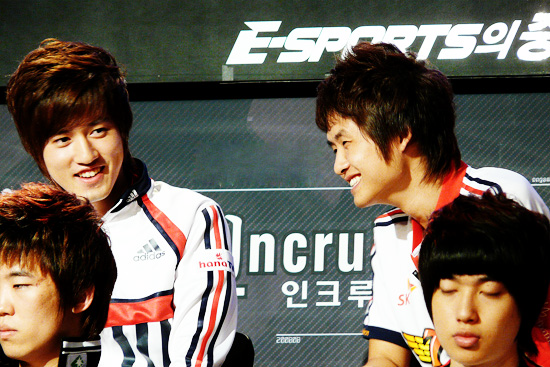
인크루트 스타리그 조지명식

## 리그기간
- 2008년 8월 4일 ~ 2008년 11월 1일

## 대회 개요
- 리그 컨셉 : Be The Legend [ 전설이 되라 ]
- 스폰서 캐치프레이즈 : 나만의 취업전략 인크루트

### 후원
후원은 스타리그 최초로 취업포탈사이트인 인크루트가 후원을 하였다. 인크루트는 2번의 스페셜 포스 마스터리그 후원 이후 세 번째로 스타리그를 후원했다. 인크루트 대표이사인 이광석은 이에 대해 젊은이들에게 친숙한 회사로 다가가고 싶었으며 스타리그의 핵심 팬층인 1020세대가 좀 더 일찍 자신의 꿈을 설계하고 진로를 결정하는데 도움이 되고 싶었다고 말했다.

### 대회 방식
스타리그 최초로 스타리그의 하부리그였던 듀얼토너먼트와 스타 챌린지를 모두 폐지하고 36강 방식을 도입하였다. 스타리그 예선(일명 PC방 예선)을 뚫고 올라온 24명과 지난 대회에 4강에 오른 4명을 제외한 지난 대회 스타리거 12명이 한 조에 3명씩 총 12개조를 이루어 토너먼트 방식으로 대결을 펼친다. 각 조에 PC방 예선을 통과한 두 명의 선수가 먼저 3전 2선승제로 대결을 펼치고 이에 승리한 선수가 지난 대회 16강 스타리거와 3전 2선승제 대결을 펼쳐 최종 승리한 선수가 스타리그 16강에 진출한다. 옛날식으로 설명하자면, 예선 통과한 2명이 서로 대결하는 챌린지 리그 그리고 그 승자가 지난 시즌 4강 진출에 실패한 스타리거와 붙는 듀얼 토너먼트가 스타리그 본선 내 36강이라는 형식으로 통합된 것이다. 16강은 4명 4개조 풀리그, 8강은 3전 2선승제, 4강과 결승은 5전 3선승제 등 16강 이후의 방식은 전통적인 스타리그 방식과 동일하다.

### 출전 선수
| 구분 | 종족     | 명 | 이름 |
| 36강 | 테란     | 13 | 김xx 박성균 박지수 변형태 염보성 원xx 이영호 이윤열 이재호 이학주 전상욱 정명훈 진영수                   |
| 36강 | 저그     | 8  | 김대겸 김정우 김준영 박xx 박재혁 서경종 윤종민 정영철                                                    |
| 36강 | 프로토스 | 15 | 김구현 김민제 김택용 박세정 박수범 박영민 박종수 박지호 서기수 송병구 신상호 안기효 우정호 한동훈 허영무 |
| 16강 | 테란     | 6  | 박성균 염보성 이영호 이재호 전상욱 정명훈                                                                |
| 16강 | 저그     | 4  | 김준영 박성준 박xx 정영철                                                                                |
| 16강 | 프로토스 | 6  | 김택용 도재욱 박영민 손찬웅 송병구 안기효                                                                |

### 대회 일정
- 오프라인 예선: 2008년 7월 28일 ~ 7월 29일
- 36강: 2008년 8월 4일 ~ 8월 23일
- 16강 조지명식: 2008년 9월 5일
- 16강: 2008년 9월 10일 ~ 9월 28일
- 8강: 2008년 10월 3일, 10월 10일
- 4강: 2008년 10월 17일, 10월 24일
- 결승: 2008년 11월 1일

### 방송 시간
대회 방식이 변하면서 36강의 방송시간 또한 스타리그 최초로 월요일 경기가 생기면서 월, 수, 금 주 3일 방송을 하게 되었다. 월요일과 금요일은 6시 30분이며 수요일은 스페셜포스 마스터리그로 인해 7시 30분에 방송하였다. 특히 8월 넷째주는 스타리그 주간으로 명명하고 월요일부터 토요일까지 매일 36강의 경기를 진행했다.
이후 16강에서는 종전의 수, 금 체제로 돌아가 수요일은 7시 30분, 금요일은 6시 30분에 방송하며 8강부터는 주 1일 방송으로 금요일 6시 30분에 경기가 방송되며 결승에서는 토요일 6시 30분에 진행한다.

### 상금
- 우승 - 4000만원
- 준우승 - 2000만원

### 경기장
- 예선 - 용산 이스포츠 보조 경기장
- 본선 - 용산 이스포츠 상설 경기장
- 8강 투어 - 단국대학교 천안캠퍼스 스포츠과학대학 체육관 (대학농구리그 단국대학교 농구부 홈 경기장)
- 결승 - 서울 삼성동 코엑스 컨벤션 홀

## 맵
오프라인 예선
전 대회에서 사용했던 공식 맵인 ‘트로이’와 〈아레나 MSL〉에서 사용되었던 ‘아테나’, 그리고 프로리그 공통맵이었던 ‘블루스톰’이 사용되었으며 추첨을 통해 순서가 정해짐. 이 맵들은 36강 이후부터는 사용되지 않았음
36강
신맵인 Plasma, 왕의 귀환을 각각 1, 2경기에 배치하고 3경기는 프로리그 맵인 Andromeda를 배치
16강 ~
36강에 사용되었던 Plasma,  왕의 귀환에 프로리그 맵인 메두사와 추풍령을 추가하고 노동환 방식으로 추첨

## 리그 BGM
- 티저 오프닝 : R.A.T.M. - Sleep now in the fire

- 36강 오프닝 : The Latest Plague - From First To Last(1.15 속업버전)

- 16강 오프닝:Divine Heresy - Failed Creation

- 오프닝멘트 : Puddle Of Mudd, Famous

- Today Match, Next Week, 각 조 상황 (月) : Firewind, "Maniac" - The Premonition (2008)

- 선수소개(1차 본선) : The Offspring, Half-Truism

- 선수소개(교체후) : Testament, Killing season

- 최근 10경기, Next Week : The Offspring, Half-Truism - Rise And Fall, Rage And Grace (2008)

- 경기시작전 : Disturbed - Perfect Insanity (1.15 속업버전)

## 스타리그 예선
스타리그 예선은 24조 9강 체제로 조 우승을 차지한 선수 만이 스타리그 36강 본선으로 올라갈 수 있었다. 경기는 3전 2선승제로 진행되며 각 조 1위 24명이 36강에 진출한다. 스타리그 예선 최초로 이틀을 나누어서 예선을 진행했다. 경기 시작은 이틀 모두 오후 4시에 시작했고 경기 맵은 위를 참고하길 바란다.

### 조별 본선 진출자
표의 윗 부분은 1일 차 진출자이며, 밑 부분은 2일 차 진출자이다.
| A조    | B조    | C조    | D조    | E조    | F조    | G조    | H조    | I조    | J조    | K조    | L조    |
| ------ | ------ | ------ | ------ | ------ | ------ | ------ | ------ | ------ | ------ | ------ | ------ |
| 정영철 | 서기수 | 김정우 | 김구현 | 박수범 | 김대겸 | 변형태 | 이재호 | 김창희 | 이학주 | 한동훈 | 신상호 |
| A조    | B조    | C조    | D조    | E조    | F조    | G조    | H조    | I조    | J조    | K조    | L조    |
| 김민제 | 우정호 | 박지수 | 정명훈 | 진영수 | 박세정 | 서경종 | 박지호 | 전상욱 | 박종수 | 박재혁 | 원종서 |

### 36강 시드자
지난 시즌 16강 진출에 성공했지만, 4강 진출에 실패한 12명의 선수들은 36강 시드를 받게 된다.
- 이영호, 이윤열, 박성균, 염보성, 김준영, 윤종민, 박명수, 송병구, 김택용, 박영민, 허영무, 안기효

### 36강 진출자 분포
‘*’는 36강 시드이다.
종족별 분포
- 테란 (13) - *이영호, *이윤열, *박성균, *염보성, 이재호, 김창희, 이학주, 변형태, 박지수, 정명훈, 진영수, 전상욱, 원종서
- 저그 (8) - *김준영, *윤종민, *박찬수, 김대겸, 김정우, 정영철, 박재혁, 서경종
- 프로토스 (15) - *송병구, *김택용, *박영민, *허영무, *안기효, 김구현, 서기수, 박수범, 신상호, 한동훈, 김민제, 우정호, 박세정, 박종수, 박지호

팀별 분포 (합계=자동진출+예선)
- MBC게임 (6=1+5) - *염보성, 박수범, 정영철, 이재호, 서경종, 박지호
- CJ (5=2+3) - *김준영, *박영민, 김대겸, 김정우, 변형태
- 위메이드 (5=3+2) - *이윤열, *박성균, *안기효, 한동훈, 박세정
- SK텔레콤 (5=2+3) - *김택용, *윤종민, 정명훈, 박재혁, 전상욱
- STX (4=0+4) - 김구현, 김민제, 진영수, 박종수
- 온게임넷 (3=1+2) - *박찬수, 원종서, 박명수
- 삼성전자 (2=2+0) - *송병구, *허영무
- 이스트로 (2=0+2) - 서기수, 신상호
- 르까프 (2=0+2) - 이학주, 박지수
- KTF (2=1+1) - *이영호, 우정호

## 36강
36강의 조 편성은 팀 배분을 우선하여 종족별 배분 등 여러 사항을 고려하여 추첨이 되었다. 예선을 진출한 선수들 두 선수끼리 매치 1에서 3전 2선승제로 대결한 후 승리한 선수가 지난 시즌 16강 리거와 매치 2의 경기를 붙어 이기는 선수가 16강에 진출한다.
36강에서 탈락 시 다시 예선으로 떨어진다.
| 조  | 매치 1 (챌린지리그) | 매치 1 (챌린지리그) | 매치 1 (챌린지리그) | 매치 1 (챌린지리그) | 매치 2 (듀얼토너먼트) | 매치 2 (듀얼토너먼트) | 매치 2 (듀얼토너먼트) | 매치 2 (듀얼토너먼트) |
| A조 | 박세정              | 2                   | 박재혁              | 1                   | 염보성                | 2                     | 박세정                | 1                     |
| B조 | 김구현              | 0                   | 김정우              | 2                   | 이영호                | 2                     | 김정우                | 0                     |
| C조 | 박지수              | 2                   | 서경종              | 1                   | 박영민                | 2                     | 박지수                | 1                     |
| D조 | 진영수              | 0                   | 정영철              | 2                   | 윤종민                | 1                     | 정영철                | 2                     |
| E조 | 신상호              | 2                   | 김대겸              | 1                   | 박성균                | 2                     | 신상호                | 0                     |
| F조 | 변형태              | 2                   | 박지호              | 1                   | 변형태                | 1                     | 김택용                | 2                     |
| G조 | 이재호              | 2                   | 우정호              | 0                   | 허영무                | 1                     | 이재호                | 2                     |
| H조 | 원종서              | 1                   | 박수범              | 2                   | 안기효                | 2                     | 박수범                | 1                     |
| I조 | 서기수              | 1                   | 이학주              | 2                   | 송병구                | 2                     | 이학주                | 0                     |
| J조 | 김창희              | 0                   | 김민제              | 2                   | 김준영                | 2                     | 김민제                | 0                     |
| K조 | 박종수              | 1                   | 정명훈              | 2                   | 이윤열                | 1                     | 정명훈                | 2                     |
| L조 | 전상욱              | 2                   | 한동훈              | 0                   | 박명수                | 0                     | 전상욱                | 2                     |

## 16강

### 본경기
16강 조지명식에 따라 결정된 조에 따라서 한 선수가 한 경기씩 총 세 경기를 펼치게 되며, 한 조로 볼 때 총 여섯 경기를 치르게 된다. 탈락 시 다음 시즌 36강 시드를 받는다.
| A조    | A조     | B조    | B조     | C조    | C조     | D조    | D조     |
| ------ | ------- | ------ | ------- | ------ | ------- | ------ | ------- |
| 박성준 | 1승 2패 | 도재욱 | 3승 0패 | 박찬수 | 1승 2패 | 손찬웅 | 0승 3패 |
| 이영호 | 3승 0패 | 김준영 | 2승 1패 | 정영철 | 1승 2패 | 송병구 | 3승 0패 |
| 김택용 | 1승 2패 | 안기효 | 0승 3패 | 전상욱 | 2승 1패 | 염보성 | 1승 2패 |
| 박영민 | 1승 2패 | 이재호 | 1승 2패 | 박성균 | 2승 1패 | 정명훈 | 2승 1패 |

### 재경기
상위/하위 3인의 승패가 동률인 경우에는 삼자재경기를 통해 올라갈 선수를 가리게 된다.
| A조    | A조     |
| ------ | ------- |
| 박성준 | 0승 1패 |
| 김택용 | 2승 0패 |
| 박영민 | 0승 1패 |

## 8강 ~
|  | 8강전  | 8강전  |        |   | 준결승전 | 준결승전 |  |  | 결승전 | 결승전 |
|  |        |        |        |   |          |          |  |  |        |        |
|  |        |        |        |   |          |          |  |  |        |        |
|  |        |        |        |   |          |          |  |  |        |        |
|  | 이영호 | 1      |        |   |          |          |  |  |        |        |
|  | 이영호 | 1      |        |   |          |          |  |  |        |        |
|  | 김준영 | 2      |        |   |          |          |  |  |        |        |
|  | 김준영 | 2      | 김준영 | 1 |          |          |  |  |        |        |
|  |        |        | 김준영 | 1 |          |          |  |  |        |        |
|  |        | 정명훈 | 3      |   |          |          |  |  |        |        |
|  | 정명훈 | 정명훈 | 3      | 2 |          |          |  |  |        |        |
|  | 정명훈 |        |        | 2 |          |          |  |  |        |        |
|  | 박성균 | 1      |        |   |          |          |  |  |        |        |
|  | 박성균 | 1      | 정명훈 | 2 |          |          |  |  |        |        |
|  |        |        | 정명훈 | 2 |          |          |  |  |        |        |
|  |        | 송병구 | 3      |   |          |          |  |  |        |        |
|  | 전상욱 | 송병구 | 3      | 0 |          |          |  |  |        |        |
|  | 전상욱 |        |        | 0 |          |          |  |  |        |        |
|  | 도재욱 | 2      |        |   |          |          |  |  |        |        |
|  | 도재욱 | 2      | 도재욱 | 1 |          |          |  |  |        |        |
|  |        |        | 도재욱 | 1 |          |          |  |  |        |        |
|  |        | 송병구 | 3      |   |          |          |  |  |        |        |
|  | 송병구 | 송병구 | 3      | 2 |          |          |  |  |        |        |
|  | 송병구 |        |        | 2 |          |          |  |  |        |        |
|  | 김택용 | 1      |        |   |          |          |  |  |        |        |
|  | 김택용 | 1      |        |   |          |          |  |  |        |        |

## 우승
| 인크루트 스타리그 2008 우승     |
| ------------------------------- |
| 송병구 (9시즌 출전만에 첫 우승) |

## 특이사항
- 취업 포털 사이트 인크루트의 스타리그 후원(스페셜포스 마스터리그포함 3번째 후원)
- 전체적인 방송 컨셉을 ‘BE THE LEGEND’로 잡고 36강 오프닝에 본좌 전설인 임요환, 이윤열, 최연성, 마재윤과 가을의 전설인 박정석, 오영종이 등장
- 기존 듀얼토너먼트 방식에서 36강 체제 도입
  - 36강(예선통과자 24명 + 스타리그 탈락자 12명) 방식이 도입된 첫 번째 대회.
    - 총 12개 조로 구성되며 3명이 한조(예선 통과자 2명, 지난 시즌 스타리그에서 내려온 1명)이다, 먼저 예선을 통해 올라온 선수끼리 3전 2선승 대결을 펼치고 그 승자가 지난 시즌 스타리그에서 내려온 선수와 3전 2선승제 대결을 펼쳐 그승자가 스타리그 16강에 진출하는 방식 (1위부터 4위는 16강 시드)

  - 36강(1차본선) 맵 순서
    - 1경기: Plasma
    - 2경기: 왕의 귀환
    - 3경기: Andromeda
- 방송일이 8월 4일부터 월, 수, 금. 주 3일 방송, 8월 4째주는 월~토요일까지 36강 방송
- 중립 러커에그를 사용한 시간형 섬맵 등장 (플라즈마)
- NHN 한게임 배와 질레트 배에 사용된 '남자이야기' 맵을 새롭게 재해석한 맵 사용(왕의 귀환)
- 박카스 스타리그 이후 탑시드 4명에 테란이 없음
- 9월17일부터 수요일,금요일 6:30분에 방송(16강전)
- 10월 3일부터 매주 금요일 6:30분에 방송(8강전)
- 8강 멤버중 SK텔레콤 T1선수가 4명이나 진출해 명가재건을 알림
- 지난시즌 우승자 박성준 16강탈락(우승자 징크스)
- 송병구 최초로 준우승2번하고 처음으로 우승한선수
- 지난시즌 준우승자 도재욱 2시즌 연속 4강진출 연속결승진출은 실패
- 정명훈의 첫 개인리그 결승 진출
- 정명훈 첫 개인리그 준우승
- 결승전: 정명훈 vs 송병구 - 2008년 11월 1일
- 송병구의 우승으로 3년 만에 가을의 전설이 다시 이어짐
- 삼성 갤럭시 개인전 첫 우승(송병구)
- 김캐리의 저주를 깨트리고 스타리그 우승(송병구)
- 8강에서 김택용, 4강에서 도재욱, 결승에서 정명훈을 잡으며 송병구가 SKT T1킬러로 자리잡게됨

```
* 8강 3경기는 지금도 회자되고 있는 "왜 옵저버를 안 뽑나요 정말!!" 경기, 눈물을 머금는 김택용의 표정으로 화제를 일으킴
```

- 8강 투어 장소 : 충남 천안 단국대학교 스포츠과학대학 체육관 (단국대학교 농구부 홈 경기장)
- 결승전 장소 : 서울 삼성동 코엑스 컨벤션 홀 (초대가수 : 손담비)

## 대회 결과
- 우승 송병구, 준우승 정명훈, 3위 도재욱 · 김준영

## 사용 맵 정보
| 종족   | Andromeda | Plasma | 왕의 귀환 | 추풍령 | Medusa |
| ------ | --------- | ------ | --------- | ------ | ------ |
| 인원   | 4         | 3      | 4         | 2      | 3      |
| P vs Z | 2:0       | 2:2    | 0:5       | 1:1    | 2:0    |
| Z vs T | 0:1       | 2:6    | 4:4       | 0:2    | 2:1    |
| T vs P | 5:3       | 10:8   | 8:7       | 2:4    | 1:1    |
| Z vs Z | 1번       | 1번    | 1번       | 1번    | 0번    |
| T vs T | 1번       | 2번    | 2번       | 0번    | 3번    |
| P vs P | 1번       | 3번    | 4번       | 3번    | 3번    |